# 拉·文森特
拉·文森特（英語：Ra Vincent）是一名紐西蘭電影製作設計師、藝術總監，曾參與《魔戒》、《哈比人》等電影的製作。他與丹·漢納、西門·布萊特因《哈比人：意外旅程》而提名奧斯卡最佳藝術指導獎以及評論家選擇電影獎最佳美術指導。

## 部分電影作品
- 2001年，《魔戒首部曲：魔戒現身》
- 2002年，《魔戒二部曲：雙城奇謀》
- 2003年，《魔戒三部曲：王者再臨》
- 2005年，《金剛》
- 2007年，《尼斯湖水怪（英语：The Water Horse: Legend of the Deep）》
- 2008年，《納尼亞傳奇：賈思潘王子》
- 2012年，《哈比人：意外旅程》
- 2013年，《哈比人：荒谷惡龍》
- 2014年，《哈比人：五軍之戰》
- 2019年，《兔嘲男孩》

## 外部連結
- 拉·文森特在互联网电影资料库（IMDb）上的資料（英文）